# درشکه‌چی (فیلم)
درشکه‌چی فیلمی کمدی به کارگردانی و نویسندگی نصرت کریمی محصول سال ۱۳۵۰ است. این فیلم در سال ۲۰۲۲ توسط مرکز ملی سینما و تصویر متحرک فرانسه (سه ان سه)، با حمایت و اجازه بابک کریمی، فرزند کارگردان، ترمیم شده‌است و قرار است در سی و ششمین جشنواره فیلم ایل چینما رتیراتو (سینمای دوباره کشف‌شده) در شهر بولونیای ایتالیا نمایش داده شود. این فیلم اولین فیلم ایرانی است که با وضوح ۵کی اسکن شده‌است.

## داستان
غلامعلی به زینت سادات عشق می‌ورزد اما خان دایی - برادر زینت سادات - مانع ازدواج آنها در جوانی می‌شود. پس از سالها که همسر غلامعلی و شوهر زینت سادات می‌میرند آن دو دوباره تصمیم به ازدواج می‌گیرند اما مانع این بار مرتضی پسر زینت سادات است. غلامعلی این بار دخترش پوری را که مورد علاقهٔ مرتضی است گرو زینت سادات قرار می‌دهد. سرانجام اتفاقاتی پیش می‌آید که موجب می‌شود مرتضی از مخالفت بیهوده اش دست بردارد.

## دربارهٔ فیلم

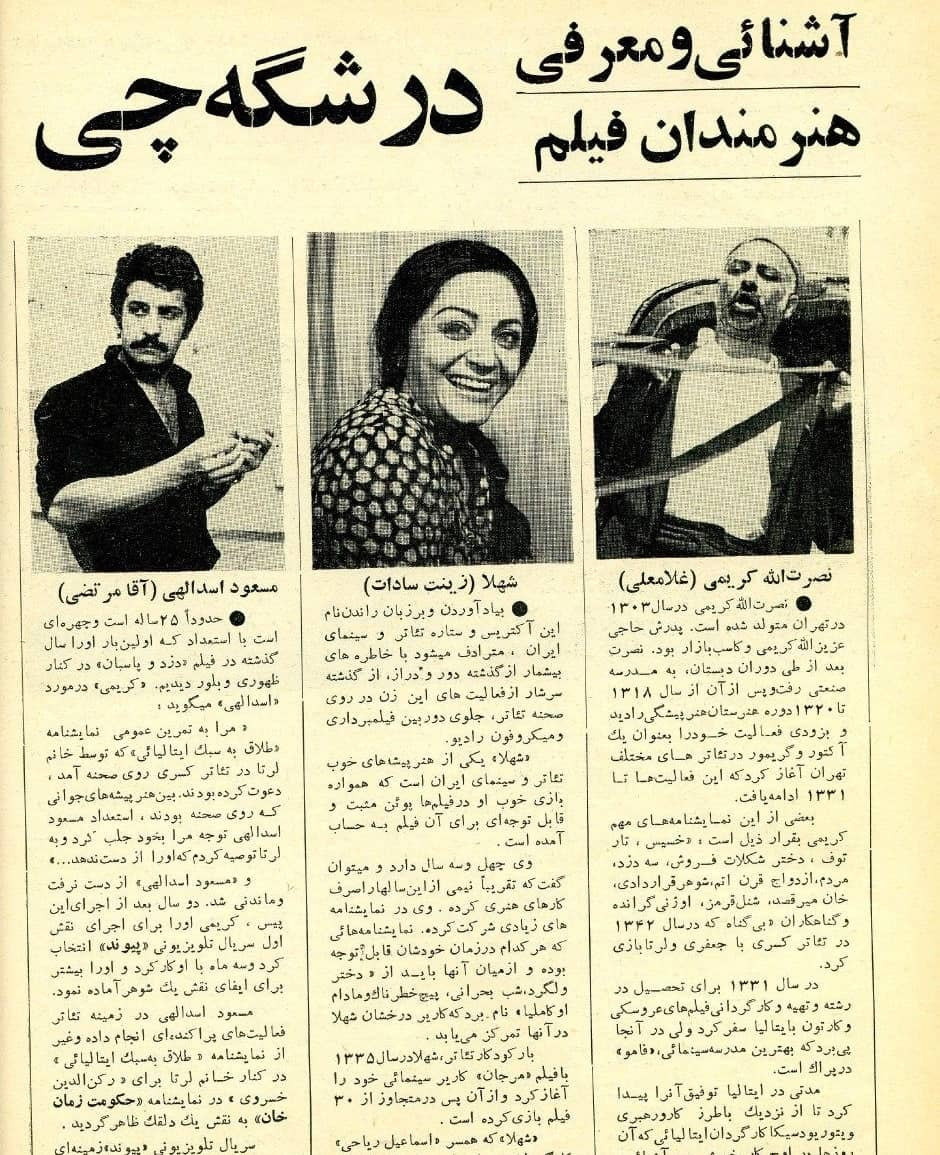
فیلم درشکه‌چی

این فیلم، اثر فکرشده و قابل تعمق سال ۵۰ سینمای ایران بود که از نظر موضوع، کارگردانی، بازی، فیلمبرداری و موسیقی ساختمان محکمی داشت. از دوربین با دقت و به موقع بهره گرفته شده بود و به همین جهت لحظه‌های عینی قابل لمس در فیلم زیاد است. کریمی قبل از ساختن این فیلم، در تلویزیون نمایش عروسکی و در فرهنگ و هنر فیلم کارتون تهیه می‌کرد و همچنین سریال پیوند، از کارهای او در تلویزیون است. کریمی با درشکه‌چی سبکی تازه در سینمای ایران باب کرد، سبکی که بعضی آنرا با نئورئالیسم ایتالیا مقایسه کرده‌اند.
کریمی با این فیلم زندگی مردمان پائین شهر را (نه آنطور که در فیلمهای ملک مطیعی یا فردین ترسیم می‌شد) به تصویر کشید و روابط یک خانواده را محور کار قرار داد. توجهی که او به ریزه کاریها و ظرایف نشان داده از درشکه‌چی یک فیلم غیر متعارف ساخته‌است. علت اصلی توفیق کریمی را در این فیلم و چند اثر دیگرش باید در نوع طنزی که ارائه می‌دهد جستجو کرد.

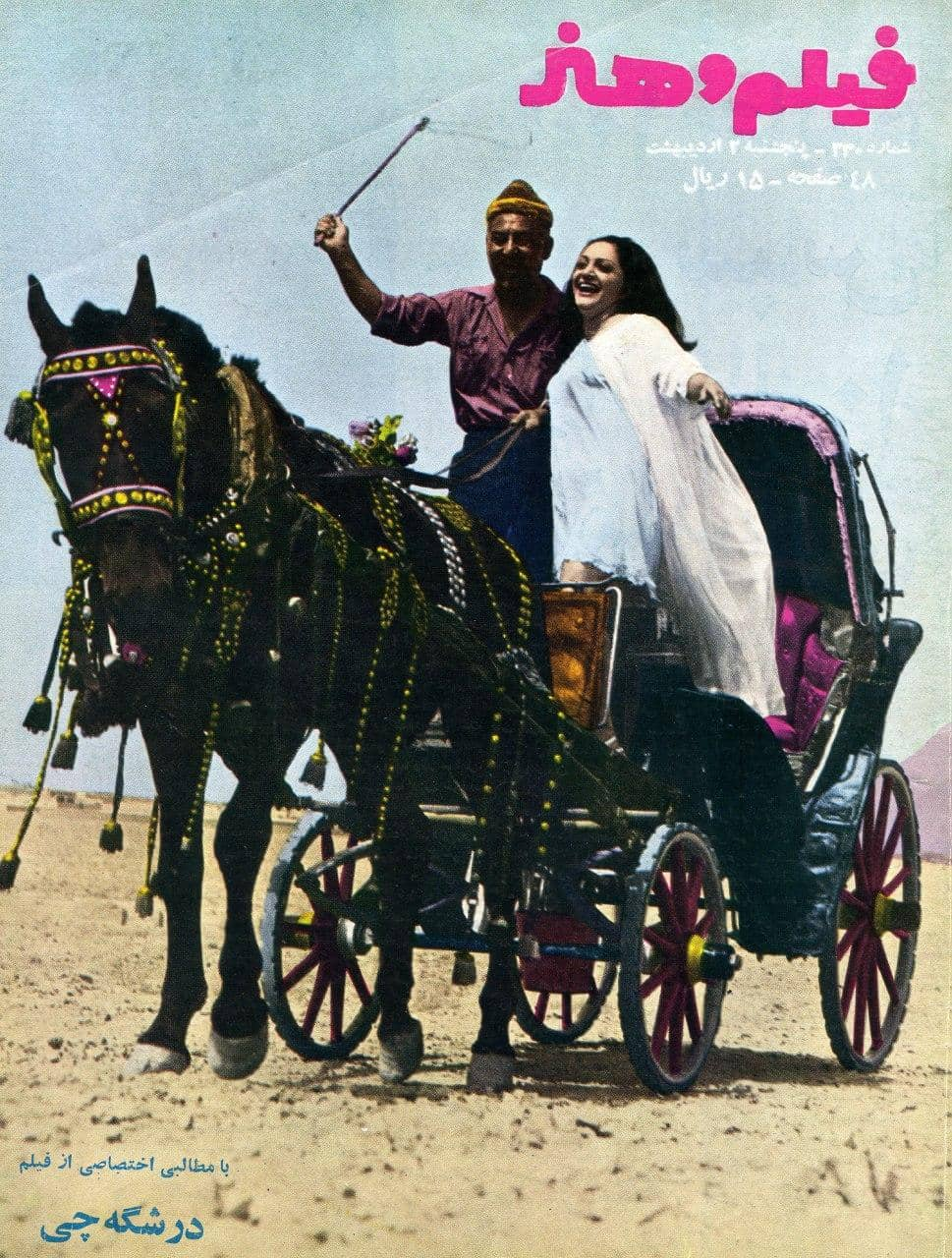
شهلا ریاحی و نصرت کریمی در تصویری از فیلم درشکه‌چی، منتشرشده بر روی جلد شمارهٔ ۳۳۰ مجلهٔ فیلم و هنر

## عوامل دوبله
- نصرت کریمی / غلامعلی‌خان / خودش
- شهلا ریاحی / زینت‌سادات / سیمین سرکوب
- مسعود اسداللهی / مرتضی / سعید مظفری